# 金井あや
金井 あや（かない あや、1985年1月24日 - ）は、日本の女優、元グラビアアイドル。旧名義は、2008年まで金井 アヤ（読み同じ）、2010年から2013年まであんり。

## 人物・来歴
宮城県仙台市出身。日本大学芸術学部中退。2011年1月時点の所属事務所はLMPプロモーション。

### 2000年代
2004年5月末から放映された任天堂『マリオvs.ドンキーコング』のテレビCMでデビュー。同CMは吉川綾乃、瑞原杏奈との共演で「ローレンガールズ」名義だった。
2004年後半から単独でのグラビア活動を活発化し、雑誌やイメージビデオなどに出演しているほか、ZAK THE QUEEN 2004、YS乙女学院などの企画にも参加。当時のグラビアにおいてはやや控えめのセクシー路線が多く、より過激なタイプの着エロ撮影については本人もしばしば卑猥さへの抵抗感を口にしていた。ただし露出そのものには比較的寛容で、19歳時には篠山紀信によって撮影された週刊誌『FLASH』845号（2004年）のグラビアにおいて、バックショット（後姿）どまりながら全裸になっている。また、このグラビアには金井自身による自画デッサンも含まれており、こちらには正面からバストトップ、アンダーヘアなども描かれている。
グラビア以外の活動としては、芸能人女子フットサルチーム「南葛シューターズ」に所属し、2007年3月10日の退団表明に至るまで、スフィアリーグへの参戦もしていた。また、本人の趣味に着目した事務所は「ヲタドル」としても売り込んでおり、2006年10月6日には喜屋武ちあきとともに「中野風女シスターズ」に加入、「アニメヲタク」の肩書きで参加していた。
一時引退状態になっていたが、2009年に名義を「金井アヤ」から「金井あや」に変更 してフリーとして復帰した。

#### 「女子大生グラドル」
高校の美術科を卒業後、2004年に日本大学芸術学部美術学科に入学、油絵を専攻する。このことから当初は「女子大生グラドル」をアピールしていたが、大学はその後中退しており、タレント活動に専念していることをインタビュー等で明かしている。理由として、「本当は芸大（東京藝術大学）に行きたかったが落ちてしまい、日芸は第一志望ではなかったせいか モチベーションが上がらず、あまり大学に行っていなかった。グラビアの仕事も忙しくなり、中途半端ではいけないと思って中退することを選んだ。」といった内容の発言をしている。

#### 『トラックバック・オーライ』
2005年からは、BIGLOBEのトラックバック・オーライというブログとストリーミングを利用した新感覚のイベントに同じくサムライム所属の豊原里美とともに参加した。北海道の全支庁を制限時間内に訪れることができれば賞金がもらえるという設定であったものの、訪れる順番はルーレットにより決定するため、制限時間内に訪れることはできなかった。しかし、この失敗はトラックバック・オーライという企画が、第二弾・第三弾と続くきっかけになった。
第二弾は、BIGLOBE社員や旅好きのブロガーを交えての全国的な陣取り合戦に発展した。県の面積をポイントに換算し、制限時間内にどれくらい多くのポイントを稼げるかというものだった。各参加者はモブログで逐一自分のブログで報告しあった。
第三弾は、徳川葵があらたにメンバーに加わりインテルのデジタルホームについての突撃取材を行った。このデジタルホーム開眼企画の中で豊原里美が監督・脚本、金井アヤが美術を担当し実質15時間で『12月25日』というショートムービーを制作した。

### 2010年代
2010年9月16日、「あんり」への名義変更と、グラビアアイドルから女優への活動路線変更を発表。翌年公開の映画『ADULT 24歳の恋』（当初の仮題は『冷えた鍋』）で初主演を勤めることとなった。映画公開に先立つ2010年9月4日発売のイメージビデオ『Anri』では久々のセミヌードを、2011年1月14日発売の雑誌『FRIDAY』においては自身初となるヘアヌードを披露。映画においても迷いを捨てて濡れ場をこなし、25歳の節目の年に従来のアイドル路線との決別を果たした。
2014年から金井あや名義に戻し、イメージDVDに出演。

## 出演

### 映画
- Angel.（2005年、角一彦監督）
- 東京失格（2006年、井川広太郎監督）
- コーラスたい♪ 〜彼女たちのキセキ〜（2007年、関顕嗣監督）
- ADULT 24歳の恋（2011年、中町サク監督） - 主演・木村多美子 役 ※「あんり」名義
- 花と蛇ZERO（2014年、橋本一監督） - 雨宮美冬 役 ※「あんり」名義

### 舞台
- 101匹萌えタン（2007年）
- 楽屋プロジェクト メイド喫茶の神様（2007年4月13日 - 15日、シアターVアカサカ）

### Vシネマ
- A MASATO TSUJIOKA WORLD DIVIDE ディバイド（2006年9月22日、イーネット・フロンティア）
- デスパレートな人妻たち 昼下がりのヨガスクール（2007年4月23日、TMC）
- ピョコタン・プロファイル（2009年10月30日、クロックワークス）

## グラビア作品

### イメージビデオ
| 発売日   | タイトル                       | 規格品番   | メーカー                   | 備考                                                       |
| 2005年   | 2005年                         | 2005年     | 2005年                     | 2005年                                                     |
| -------- | ------------------------------ | ---------- | -------------------------- | ---------------------------------------------------------- |
| 4月22日  | kitty on the chair             |            | 竹書房                     | 金井アヤ名義                                               |
| 7月20日  | アヤっぷる                     |            | ラインコミュニケーションズ | 金井アヤ名義                                               |
| 11月25日 | AYA ISLAND                     |            | アクアハウス               | 金井アヤ名義                                               |
| 12月25日 | AYA in NewCaledonia            |            | キャプチュード             | 金井アヤ名義                                               |
| 2006年   |                                |            |                            |                                                            |
| 1月17日  | AYA in HAYAMA                  |            | キャプチュード             | 金井アヤ名義                                               |
| 3月31日  | アヤっパイ2                    |            | ビーエムドットスリー       | 金井アヤ名義                                               |
| 3月31日  | 境界線 Borderline              |            | BNS                        | 金井アヤ名義                                               |
| 8月18日  | GO!! GO!! 清純スクールファイブ |            | 日本メディアサプライ       | 出演：金井アヤ、鈴木ゆき、伊藤百合南、木嶋のりこ、富田吏菜 |
| 9月25日  | プラシーボa                    |            | スパークビジョン           | 金井アヤ名義                                               |
| 12月15日 | アヤぱん                       |            | 心交社                     | 金井アヤ名義                                               |
| 12月15日 | パイアップル                   |            | フォーサイド・ドット・コム | 金井アヤ名義                                               |
| 2007年   |                                |            |                            |                                                            |
| 9月27日  | DOLCE DUE                      |            | オルスタックピクチャーズ   | 出演：伊藤百合南、小川瀬里奈、小田沙里、鈴村みお、金井アヤ |
| 12月20日 | AYAX〜さいこうちょ〜〜         |            | トリコ                     | 金井アヤ名義                                               |
| 2009年   |                                |            |                            |                                                            |
| 4月28日  | ジュピター                     |            | オルスタックピクチャーズ   | 金井あや名義                                               |
| 6月27日  | Cara                           |            | デジワークス               | 金井あや名義                                               |
| 2010年   |                                |            |                            |                                                            |
| 9月4日   | Anri                           |            | スパークビジョン           | あんり名義                                                 |
| 2012年   |                                |            |                            |                                                            |
| 10月25日 | 裸神                           | OAE-072    | Air control                | あんり名義                                                 |
| 12月25日 | 囚われた女神                   | OAE-076    | Air control                | あんり名義                                                 |
| 2013年   |                                |            |                            |                                                            |
| 7月25日  | FINAL NUDE                     |            | イーネット・フロンティア   | あんり名義                                                 |
| 2014年   |                                |            |                            |                                                            |
| 4月4日   | オアシスの美女                 | KIDM-441   | キングダム                 | 金井あや名義                                               |
| 6月13日  | 夢のドバイ                     | KIDM-459B  | キングダム                 | 金井あや名義                                               |
| 10月31日 | 花嫁の真珠                     | SBVD- 0253 |                            | 金井あや名義                                               |
| 2016年   |                                |            |                            |                                                            |
| 1月15日  | 無修正〜ドバイ編〜             | KIDM-603B  | キングダム                 | 金井あや名義                                               |

### 写真集
- キミニ、アイタイ（2005年5月、朝日出版社） - フラッシュの総集編。13人のセミヌード。
- 初Tai験（2006年12月、心交社）ISBN 978-4-7781-0335-4 - 印刷物としては初のソロ写真集
- Anri（2011年4月27日、講談社、撮影：中場敏博）ISBN 978-4063528237 - 金井あや（改めあんり）写真集
- NUDE ACT（2012年12月28日、双葉社）ISBN 978-4575304923

### 電子写真集
- 金井アヤ LOVE SENSATION（2005年9月8日、電子書店パピレス）